# Tillandsia hubertiana
Tillandsia hubertiana är en gräsväxtart som beskrevs av Eizi Matuda. Tillandsia hubertiana ingår i släktet Tillandsia och familjen Bromeliaceae. Inga underarter finns listade i Catalogue of Life.